# Duma der Oblast Cherson
Die Duma der Oblast Cherson (russisch Херсонская областная дума Chersonskaja oblastnaja duma) ist das russische Regionalparlament der Oblast Cherson, die 2022 durch Russland annektiert wurde.

## Geschichte
Nach der völkerrechtswidrigen russischen Annexion der Süd- und Ostukraine verfügte die Oblast Cherson als russisches Föderationssubjekt zunächst nicht über ein eigenes Parlament. Dieses wurde erstmals bei der Wahl der Duma der Oblast Cherson 2023 gewählt. Einiges Russland kam dabei auf eine absolute Mehrheit. Es handelte sich allerdings um Scheinwahlen, bei denen das Ergebnis schon vorher feststand, bei denen etwa durchsichtige Wahlurnen verwendet wurden und Menschen teils mit Waffengewalt zur Stimmabgabe genötigt wurden.
Die Duma wählt aus drei vom russischen Präsidenten vorgeschlagenen Kandidaten den Gouverneur der Oblast Cherson.

## Wahlrecht
Die 36 Abgeordneten der Duma werden per Verhältniswahl mit einer 5-Prozent-Hürde bestimmt. Sie werden für fünf Jahre gewählt.